# Otto Liebenberg
Otto Friedrich Liebenberg (* 7. Juli 1913 in Magdeburg, Provinz Sachsen; † 3. September 1993 in Leipzig) war ein deutscher Tierzuchtwissenschaftler und Hochschullehrer.

## Leben und Wirken
Liebenberg besuchte Volksschule und die Lessing-Oberrealschule im Stadtteil Sudenburg seiner Heimatstadt und schloss im Jahre 1932 mit der Abiturprüfung ab. Anschließend folgten auf dem Rittergut Volkstedt (Eisleben) bei Eisleben eine landwirtschaftliche Lehre und die Tätigkeit als Wirtschaftsgehilfe. 1935 wurde er zum Reichsarbeitsdienst gezogen und begann noch im selben Jahr das Studium der Landwirtschaft an der Martin-Luther-Universität Halle-Wittenberg (MLU), das er im Jahre 1938 mit dem Examen als Diplomlandwirt erfolgreich beendete. Am 5. November 1937 beantragte er die Aufnahme in die NSDAP und wurde rückwirkend zum 1. Mai desselben Jahres aufgenommen (Mitgliedsnummern 5.535.278). Danach schloss er eine wissenschaftliche Tätigkeit am Institut für Tierzucht und Molkereiwesen an und promovierte 1939 mit einer tierzüchterischen Arbeit an der landwirtschaftlichen Abteilung der Naturwissenschaftlichen Fakultät der MLU zum Dr. sc. nat.
Im gleichen Jahr folgte er seinem Doktorvater Gustav Frölich an das neu gegründete Institut für Tierzuchtforschung in Dummerstorf bei Rostock der Kaiser-Wilhelm-Gesellschaft (zur Förderung von Wissenschaft und Forschung, KWG), war dort zunächst wissenschaftlicher Mitarbeiter, legte 1941 das preußische Tierzuchtleiterexamen ab und wurde 1943 Leiter der Abteilung für Künstliche Besamung. Nach dem Ende des Zweiten Weltkrieges und der Freigabe durch die Rote Armee war Liebenberg Leiter der Tierproduktion im Gut Dummerstorf, ab 1947 wissenschaftlicher Mitarbeiter und bald Abteilungsleiter in der nun Zentralforschungsanstalt für Tierzucht genannten Einrichtung. 1950/51 erfolgte die Habilitation an der Landwirtschaftlichen Fakultät der Universität Rostock bei Fritz Haring für das Fachgebiet Tierzucht (einschließlich -haltung und -fütterung).
Von 1950 bis 1953 war Liebenberg Direktor der Versuchs- und Lehranstalt für Viehwirtschaft Ruhlsdorf b. Teltow (Brandenburg) und Leiter des dazugehörenden Versuchsgutes. Daneben führte er einen Lehrauftrag für „Praktische Fütterung“ an der Landwirtschaftlichen Fakultät der Friedrich-Schiller-Universität Jena durch. Im Jahre 1953 wechselte er wieder nach Dummerstorf und arbeitete als Abteilungsleiter Rinderzucht und stellv. Direktor der jetzt Institut für Tierzuchtforschung der Deutschen Akademie der Landwirtschaftswissenschaften (DAL) zu Berlin bezeichneten Dienststelle. Gleichzeitig war er (nebenamtlich) Professor mit Lehrauftrag für Tierzucht am gleichnamigen Institut der Universität Rostock (in der Nachfolge von Fritz Haring).
Im Jahre 1957 erfolgte die Berufung als Professor mit Lehrstuhl für Tierzucht und Direktor des Instituts für Tierzüchtung und Haustiergenetik an der Landwirtschaftlich-Gärtnerischen Fakultät der Humboldt-Universität Berlin (in der Nachfolge von Wilhelm Stahl). Danach übernahm Liebenberg im Jahre 1960 den Lehrstuhl für Allgemeine und Spezielle Tierzucht und die Leitung des Instituts für Tierzucht und Milchwirtschaft (in der Nachfolge von Gustav Comberg) mit Sitz im Lehr- und Versuchsgut Oberholz der Landwirtschaftlichen Fakultät der Karl-Marx-Universität Leipzig (KMU). Nach der III. Hochschulreform der DDR mit Auflösung der bisherigen Strukturen wurde er im Jahre 1969 ordentlicher Professor für Rinderzucht und -haltung und Leiter der Lehrgruppe Rinderzucht bzw. ab 1972 der Fachgruppe Allgemeine Tierzucht bzw. des Lehrbereichs III Tierzucht und -haltung in der Sektion Tierproduktion und Veterinärmedizin der KMU Leipzig. 1978 trat er in den altersbedingten Ruhestand.
Liebenberg war einer der letzten ostdeutschen Professoren, der sich mit allen wichtigen Nutztierrassen befasste. Er arbeitete zuerst vornehmlich in der Rinderzucht und war ein Begründer der Künstlichen Besamung in Deutschland. Aber in rund 30 Jahren seiner Lehrtätigkeit bezog er die anderen Tierarten und die allgemeine Tierzucht mit ein. Er wirkte immerhin an sieben verschiedenen Einrichtungen und schloss erfolgreich die Lücken, die andere Personen durch Berufung in neue Positionen hinterlassen hatten.

## Ehrenämter
- 1960–78 Präsident der Agrarwissenschaftlichen Gesellschaft der DDR (awig)
- 1963 zeitweise Mitglied des Rates für Landwirtschaft, später für Land- und Nahrungsgüterwirtschaft der DDR und der Agrarkommission beim Zentralkomitee der SED
- 1963–68 (oder 73) Sekretär der Sektion Tierzucht, Tierernährung und Fischerei bei der DAL in Berlin
- 1966–72 Chefredakteur der Zeitschrift „Tierzucht“
- 1966–72 Vorsitzender der Forschungsgemeinschaft Maschinelle Milchgewinnung
- 1967–68 Dekan der Landwirtschaftlichen Fakultät der KMU Leipzig
- Tätigkeit als Obmann / Berichterstatter auf DDR-Eliten bzw. Zuchtveranstaltungen

## Schriften (Auswahl)
- Auswertung der Ergebnisse der Milchleistungsprüfungen in den Herden der Stammzuchtgenossenschaft Insel. Naturwiss. Diss. Univ. Halle, 1939. In: Berlin : Parey,  Kühn-Archiv, Bd. 55, H. 2, S. 143–252
- Der Einfluß verschiedener Umweltfaktoren auf die Befruchtungsfähigkeit der Vatertiere unter besonderer Berücksichtigung des Spermabildes. Hab.-Schr. Landw. Fak. Rostock, 1951, 163 S.: Radebeul u. Berlin : Neumann, 1953, 87 S.; 2. Aufl. 1954, 87 S.
- Die Besamung der Haustiere, insbesondere des Rindes. Radebeul u. Berlin : Neumann, 1952–1956, 2 Auflagen
- Die Schweinefütterung. Berlin : Deutscher Bauernverlag, 1953
- Unsere Rinderrassen : Kleine illustrierte Rinderzuchtlehre. Mit Karl-Heinz Roszak. Berlin : Deutscher Bauernverlag, 1956
- Züchterische Möglichkeiten zur Leistungssteigerung bei Rind und Schwein. Berlin, 1961.
- Fortpflanzungsbiologie und Besamung. Mit Horst Göhler. Leipzig-Markkleeberg, 1962, 1966, 2 Auflagen
- Tierzucht, Teil 4. Rinderhaltung und -zucht / 1,  Berlin : Deutscher Landwirtschaftsverlag, 1963; Teil 5. Rinderhaltung und -zucht / 2, 1963,  2. Aufl., 1964, 8. Aufl. 1968;
- Beurteilung der Rinder. Radebeul : Neumann, 1963 (Tierzucht-Praktikum, Teil 1), bis 1969 in 3 Auflagen
- Probleme der Verhaltensforschung in der Tierzucht. Mit Klaus Scholz, Berlin : Deutsche Akademie der Landwirtschaftswissenschaften, 1966,
- Rinderproduktion. Mit Barbara Laugwitz. Radebeul : Neumann, 1974, 336 S.

## Auszeichnungen / Ehrungen
- 1960 Vaterländischer Verdienstorden in Bronze
- 1960 Verdienter Züchter der DDR
- 1961 ordentliches Mitglied der Deutschen Akademie der Landwirtschaftswissenschaften zu Berlin (DAL), ab 1972 Akademie der Landwirtschaftswissenschaften der DDR (AdL)
- 1975 Verdienter Hochschullehrer der DDR
- 1978 Vaterländischer Verdienstorden in Gold
- 1981 Ehrensenator der Universität Leipzig
- Erwin-Baur-Medaille der Deutschen Akademie der Wissenschaften der DDR